# Gat blau rus

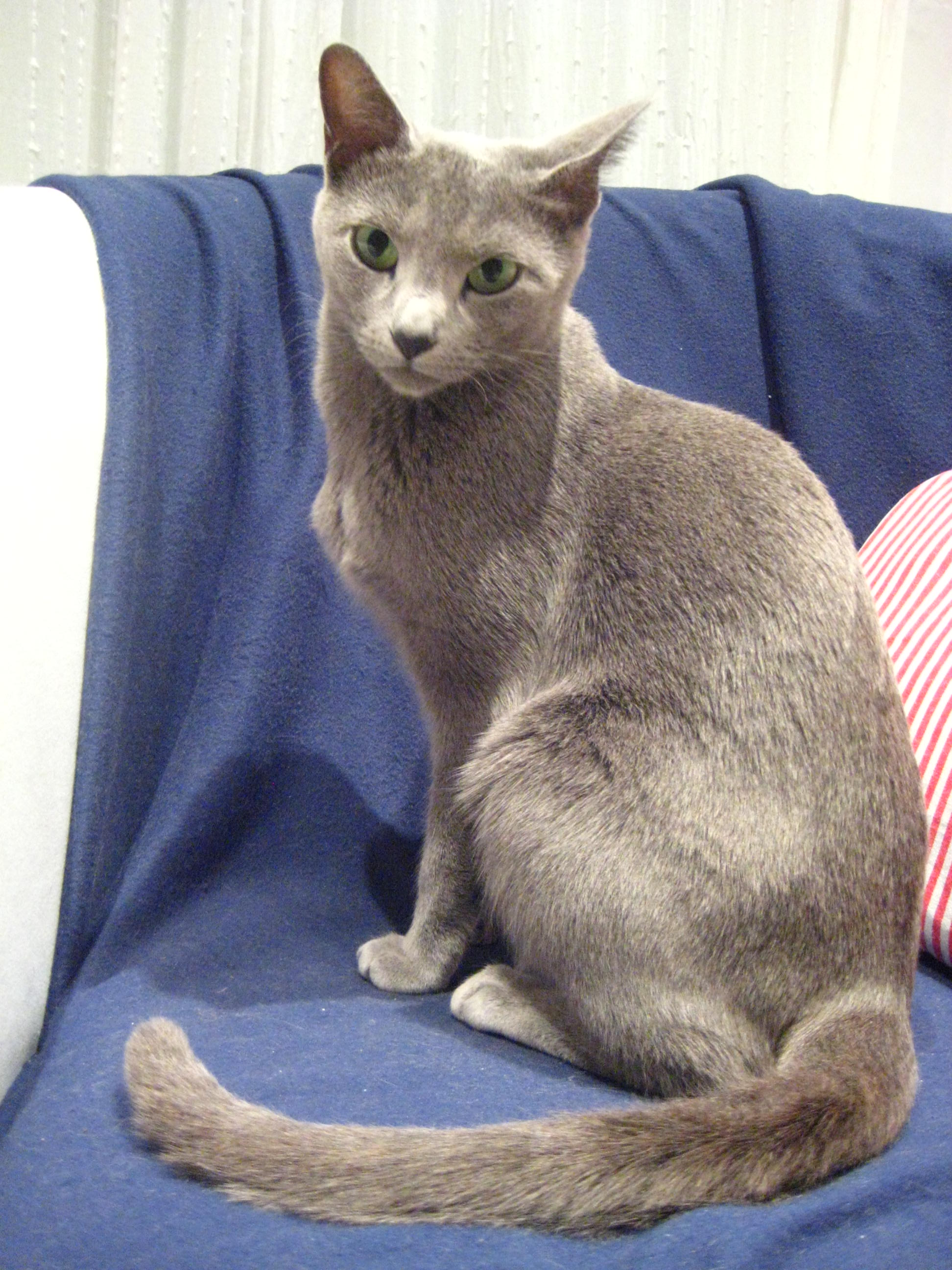
Gat blau rus

El gat blau rus és una raça de gat de mida mitjana i de pèl curt platejat, fàcilment distingible d'altres races. És famós per ser un gat intel·ligent i afectuós, que gaudeix del contacte amb els humans i és ideal per a la vida en família. Fàcil de cuidar, aquest afectuós animal és un company perfecte. El gat blau rus és molt apreciat i admirat a tot el món.

## Descripció

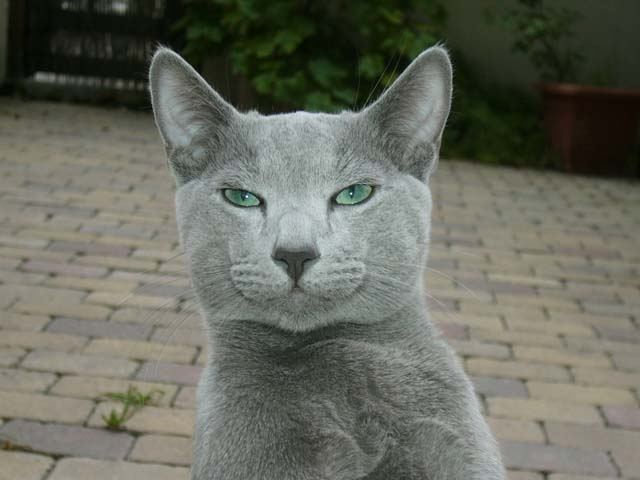
Gat blau rus (mascle)

El blau rus és un gat elegant, amb un cos musculós i de línies estilitzades.
El seu pelatge és únic entre altres races de pèl curt, per ser d'una textura especial de doble capa, amb subpèl molt espès.
El color del mantell és d'un to gris blavós, amb reflexos platejats, perquè les puntes dels pèls estan desproveïdes de pigment.

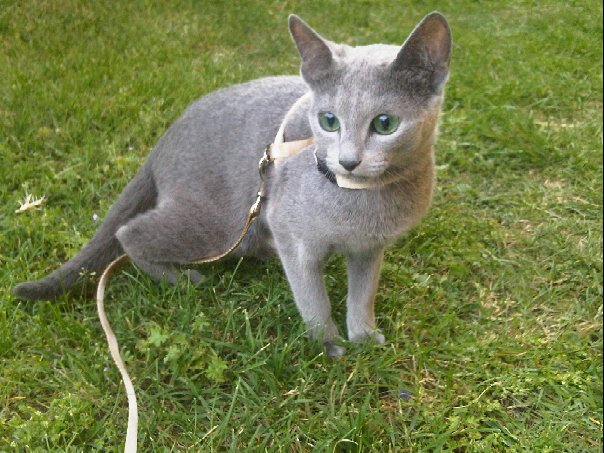
Gat blau rus (femella)

 El cap del blau rus és cuneïforme, particularment ampla a nivell dels ulls, amb musell curt, perfil recte, mentó fort i els coixinets dels bigotis prominents. Els ulls són bastant grans i de forma ametllada, d'un color verd intens. Les orelles són altes, de base ampla i dirigides cap endavant.
No s'han de confondre amb els blaus britànics (que no són una raça diferent sinó un gat britànic de pèl curt amb una capa blava), ni amb el gat chartreux ni amb el gat Korat, que són dues races de gats blaus, encara que tenen trets similars.

## Comportament

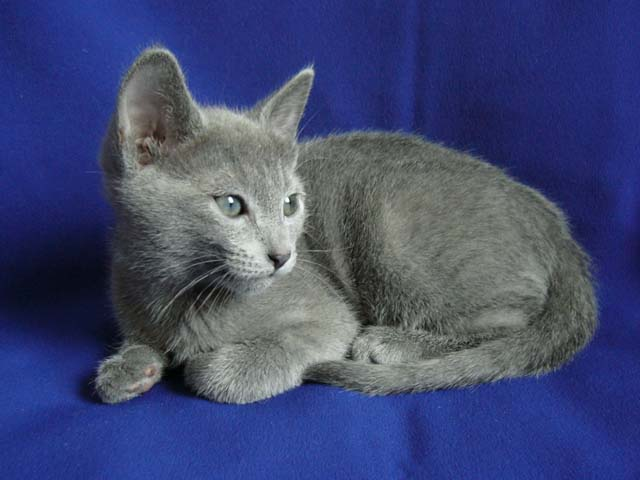
Cadell de blau rus

Els gats blaus russos són molt afectuosos, intel·ligents i juganers, encara que tendeixen a ser una mica tímids amb els estranys.
S'adapten fàcilment a la vida en un apartament, se saben portar molt bé amb altres animals domèstics i amb els nens en una casa.
Són molt actius i curiosos, a més són molt bons caçadors, de manera que gaudeixen en jugar amb una gran varietat de joguines.

## Orígens

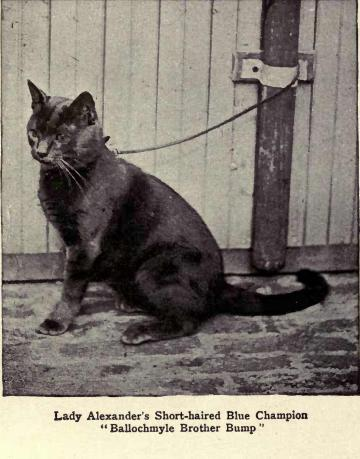
Gat blau rus de pèl curt, any 1902

A diferència de moltes races modernes de gat, es diu que el gat Blau Rus és una raça natural que va aparèixer en els voltants del port d'Arkhànguelsk, al nord de Rússia (per això també van ser coneguts com a gats arcàngels).
També de vegades es diuen Archangel Blues perquè es creu que els primers russos blaus van ser portats d'Arcàngel a Anglaterra i a Europa del nord en els anys 1860 pels mariners.
El blau rus és una de les races més antigues que existeix. Els primers exemplars es van mostrar en la primera exposició de gats l'any 1875 al Crystal Palace a Londres, Anglaterra com a gats d'Arcàngel. El Blau Rus va competir en una classe que incloïa la resta dels gats blaus, fins al 1912, quan li va ser donada la seva pròpia classe. I l'any 1939 la raça va rebre oficialment el seu nom, Blau Rus, i va ser adoptat un estàndard amb les seves característiques bàsiques.
Durant i després de la Segona Guerra Mundial, degut a una manca de línies, alguns criadors van començar el seu creuament amb el gat siamès (blue point). Als Estats Units la raça Blau Rus va evolucionar d'una altra manera, de manera que allà es va formar el seu propi tipus, amb un pelatge més clar, ulls rodons i un aspecte més lleuger. Fins i tot en híbrids com el de la imatge és possible apreciar aquest canvi en el pelatge, tornant a un gris blavós clar i els ulls arrodonits i verds. És molt significatiu com el color del pèl constitueix el caràcter dominant.